# 艾哈邁德·桑托斯
艾哈邁德·桑托斯（1966年3月12日—），菲律賓加洛坎市出身的伊斯蘭主義者。
在1991年當他在沙烏地阿拉伯首都利雅德工作時皈依伊斯蘭教，桑托斯因參與組織和策劃恐怖活動，包括準備炸彈而被軍方官員拘捕。他也是蘇萊曼酋長運動的創始人。
桑托斯於2005年10月被拘留，罪名是參與策劃在菲律賓各地以基督教為主的城市發動炸彈襲擊。據警方官員稱，桑托斯在皈依伊斯蘭教后創立蘇萊曼酋長運動後和阿布沙耶夫及伊斯蘭祈禱團結盟。2004年3月26日警方從桑托斯的房間里查獲了爆炸物。兩名菲律賓公民因提供導致桑托斯被捕的關鍵資訊而獲得50萬美元的獎勵。